# Gustav Kolbe
Heinrich Gustav Kolbe (* 18. März 1809 in Berlin; † 27. Mai 1867 ebenda) war ein deutscher Verwaltungsjurist und Direktor der Königlichen Porzellan-Manufaktur.

## Leben
Nach dem Besuch der Landesschule Schulpforta studierte Gustav Kolbe an den Universitäten Bonn und Berlin. 1829 wurde er Mitglied des Corps Borussia Bonn. Nach Abschluss des Studiums trat er in den preußischen Staatsdienst bei der Regierung in Frankfurt an der Oder ein. 1838 wurde er Regierungsassessor und 1844 Regierungsrat. 1843 war er als Hilfsarbeiter im Preußischen Finanzministerium in der Abteilung für Handel und Gewerbe für die Königliche Porzellan-Manufaktur (KPM) und Königliche Gesundtheitsgeschirr-Manufaktur (KGM) zuständig. 1848 wurde er zum Direktor der Darlehnkasse in Frankfurt an der Oder ernannt. 1849 wurde er Mitglied der Haupt-Verwaltung der Darlehnskassen und Regierungsbevollmächtigter bei der Berliner Darlehnskasse. Im August 1850 wurde er von Friedrich Wilhelm IV. zum ordentlichen Direktor der KPM ernannt.
Bei der Weltausstellung Paris 1855 konnte die KPM die Grande médaille d'honneur und bei der Weltausstellung London 1862 die Medaille der Weltausstellung gewinnen und lag damit auf dem Niveau anderer renommierter Manufakturen wie Sèvres und Minton. Unter Kolbe verfolgte die KPM die Abformung von Renaissancekeramik Raerener und Westerwälder Steinzeugkrüge.
Kolbe verfasste 1863 die Geschichte der KPM.

## Auszeichnungen
- Ernennung zum Geheimen Regierungsrat

## Schriften
- Geschichte der Königlichen Porcellanmanufactur zu Berlin : nebst einer einleitenden Übersicht der geschichtlichen Entwickelung der ceramischen Kunst, 1863